# Thure Reinhold Thuresson
Thure Reinhold Thuresson, född 16 juli 1843 i Varberg, död 1918 i Sundsvall, var en svensk industriman. Han var far till Elis Thuresson.
Reinhold Thuresson blev student vid Lunds universitet 1863, extra ordinarie kontorsskrivare i Postverket 1864 och var kontorsskrivare i Sundsvall från 1868 till 1874, då han tog avsked för andra uppdrag. Han blev ombudsman för Ljunga elfs och Gimåns flottningsbolag 1870, tillika ombudsman för Sundsvalls bogseringsbolag 1872 och för Indals elfs flottningskompani 1876. Han blev tillika verkställande direktör för Sundsvall-Vasa Ångfartygs AB 1891, tillika ordförande i styrelsen för Hudiksvalls Trävaru AB 1900 och i styrelsen för AB Iggesunds bruk 1903. Han innehade många förtroendeuppdrag i Sundsvall.